# The Host (film fra 2013)
The Host er en amerikansk romantisk science fiction-film fra 2013 baseret på Stephenie Meyers roman af samme navn. Skrevet og instrueret af Andrew Niccol, filmen stjerner Saoirse Ronan, Max Irons, Jake Abel, William Hurt og Diane Kruger. Udgivet den 29. marts 2013 filmen generelt blevet kritiseret af kritikere, og har optrådt beskedent i box office salg.

## Plot
I fremtiden er den menneskelige race er blevet assimileret af udenjordiske psykiske parasitter kaldet "Souls". Melanie Stryder, et menneske, der er blevet fanget af Seeker (Diane Kruger) og infunderes med en sjæl kaldet "Wanderer", for at opdage placeringen af de sidste lommer af oprørere. Men Melanie overlever proceduren og begynder at kæmpe for kontrol af hendes krop.

## Cast
- Saoirse Ronan som Melanie Stryder/Wanderer[5]
- Jake Abel som Ian O'Shea[6]
- Max Irons som Jared Howe[6]
- Frances Fisher som Maggie Stryder.[7]
- Chandler Canterbury som Jamie Stryder[8]
- Diane Kruger som The Seeker/Lacey[9]
- William Hurt som Jeb Stryder
- Boyd Holbrook som Kyle O'Shea[8]
- Scott Lawrence som Doc
- Lee Hardee som Aaron[10]
- Phil Austin som Charles
- Raeden Greer som Lily
- Alexandria Morrow som Soul
- Emily Browning som Pet/Wanderer

## Eksterne Henvisninger
- The Host på Internet Movie Database (engelsk)
- The Host på Filmdatabasen
- The Host på Scope
- The Host i Svensk Filmdatabas (svensk)
- The Host på AlloCiné (fransk)
- The Host på MovieMeter (nederlandsk)
- The Host på AllMovie (engelsk)
- The Host hos American Film Institute (engelsk)
- The Host på The Movie Database (engelsk)
- The Host på Rotten Tomatoes (engelsk)